# Le Spleen de Paris

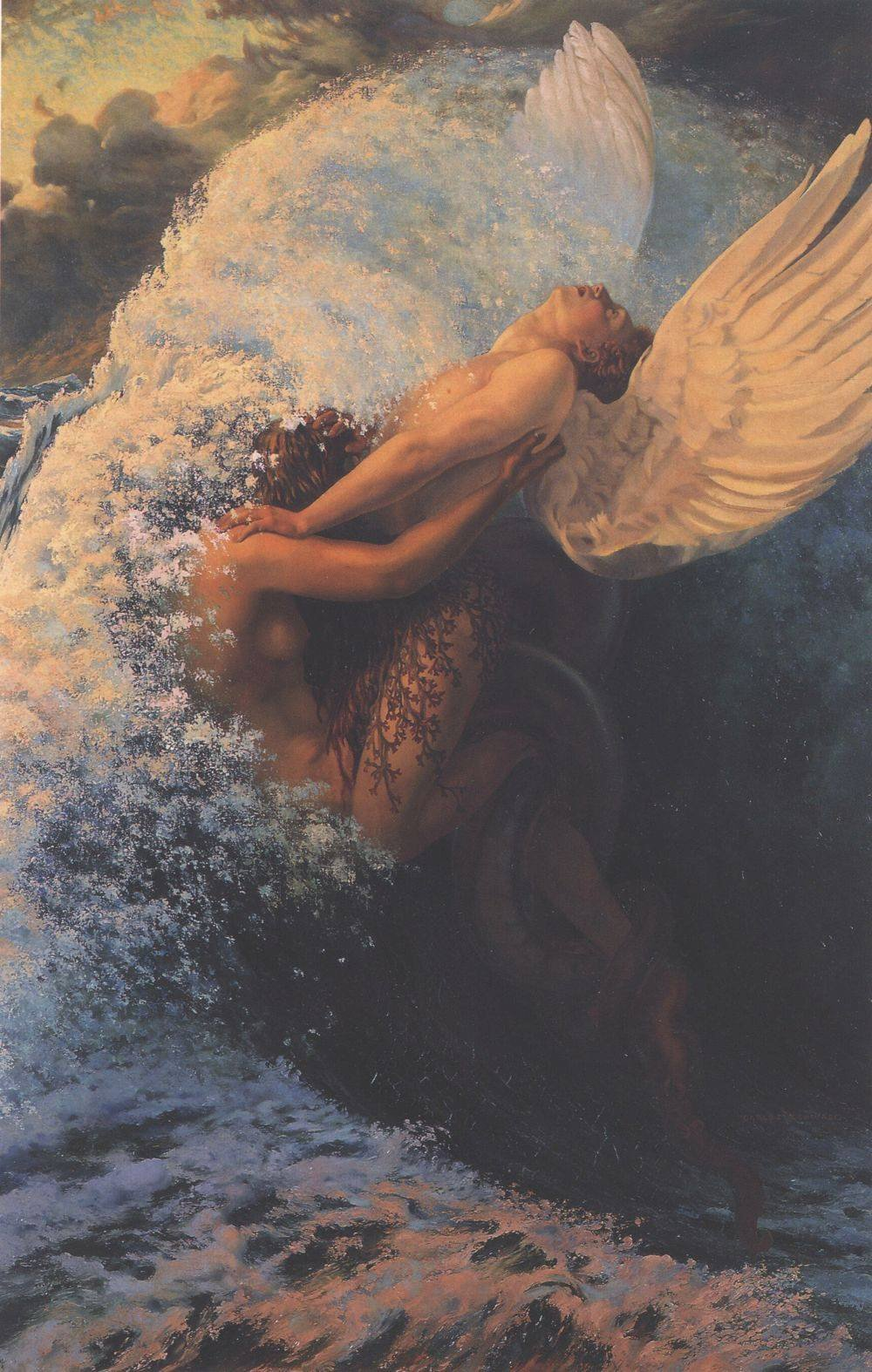
Spleen et idéal, de Carlos Schwabe, 1907

Le Spleen de Paris, também conhecido como Pequenos poemas em prosa, é uma coleção de cinquenta poemas escritos em  prosa poética por Charles Baudelaire. O livro foi
publicado postumamente em 1869 como parte do IV tomo das obras completas do escritor. A obra é considerada como  precursora da poesia em prosa, embora o próprio Baudelaire credite a inclinação para a adoção dessa forma poética à obra de Aloysius Bertrand, Gaspard de la Nuit, considerado hoje por muitos estudiosos como inventor do poema em prosa: "Foi folheando, pela vigésima vez ao menos, o famoso Gaspard de la Nuit de Aloysius Bertrand [...] que me veio a ideia de tentar algo de análogo, e de aplicar à descrição da vida moderna, ou sobretudo de uma vida moderna e mais abstrata, o procedimento que ele aplicara à pintura da vida antiga, tão estranhamente pitoresco".
São temas recorrentes nos poemas: a melancolia, prazer, o pavor em relação à passagem do tempo, o desejo pelo infinito,  crítica corrosiva contra a religião e à moral. 

## Antecedentes

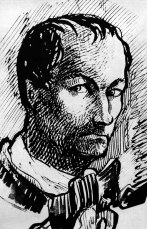
Autorretrato de Baudelaire.

As cinquenta seções que compõem a coleção foram redigidas entre 1855 e 1864. 
A particularidade desta obra reside na ausência de sequência entre as distintas partes. Em contrapartida, os poemas podem ser lidos aleatoriamente. Como Baudelaire mesmo afirmou: "Retire uma vértebra e os dois fragmentos desta fantasia torturante  irão se unir novamente sem esforço". É um traço comum da obra a recorrência de determinadas características como, por exemplo, visões urbanas envoltas em spleen (melancolia que se expressa sem razão aparente, caracterizada por uma grande repulsa geral.). De esta comprobación se deriva naturalmente la explicación del subtítulo.

## Estilo
Le Spleen de Paris representa a ruptura definitiva com as formas poéticas clássicas. A nova estética de Baudelaire influenciaria enormemente diversos poetas das gerações futuras.
Entre os escritores mais influenciados pelo estilo poético de Le Spleen de Paris estão os simbolistas Stéphane Mallarmé, Tristan Corbière e Arthur Rimbaud. A inspiração sobre este último pode ser notada em suas principais obras: Uma temporada no inferno e Iluminações.